# 伯內特冰川
72°1′S 170°3′E / 72.017°S 170.050°E
伯內特冰川（英語：Burnette Glacier）是南極洲的冰川，位於維多利亞地的博克格雷溫克海岸，處於阿德默勒爾蒂山脈地區，流經蜂巢嶺和夸特梅因角，最終注入穆布賴灣，美國地質調查局根據測量和該國海軍的空中照片繪入地圖，現時由南極條約體系管理。